# Kylie (album)
Kylie là album đầu tay của nữ ca sĩ người Úc Kylie Minogue, được phát hành bởi hãng thu âm PWL vào ngày 4 tháng 7 năm 1988. Kylie được sản xuất bởi Stock, Aitken và Waterman, những người đóng góp 9 trong 10 sáng tác trong album. Phần lớn các sáng tác đều mang thể loại dance-pop, với những ảnh hưởng mạnh mẽ của dòng nhạc teen pop và bubblegum pop. Album cũng bao gồm một vài bản ballad, trong đó có "Je Ne Sais Pas Pourquoi", "It's No Secret" và "I Miss You". Một số lượng lớn ca khúc trong album lặp lại phong cách teen pop và dance-pop, điển hình là "I Should Be So Lucky" và "The Loco-Motion."
Kylie nhận được những đánh giá trung lập từ các nhà phê bình âm nhạc, khi có ý kiến so sánh phong cách âm nhạc với album cùng tên đầu tay (1983) của Madonna. Album đạt thành công về thương mại trên thế giới, leo lên vị trí quán quân ở Anh, New Zealand và Nhật Bản cũng như phát hành ba đĩa đơn quán quân tại Úc. Ở Bắc Mỹ, album xếp hạng thấp trên Billboard 200 nhưng vẫn đạt ngưỡng 500.000 bản và được chứng nhận đĩa Vàng. Tại Úc, album được tái bản với tên The Kylie Collection vào năm 1988, kèm theo video VHS và những bản nhạc phối lại bổ sung. Kylie đã 7 lần được chứng nhận Bạch kim tại Anh và tiêu thụ 7 triệu bản toàn thế giới.
Kylie đã phát hành 6 đĩa đơn. Đĩa đơn đầu tay của cô là phiên bản trình diễn lại ca khúc "The Loco-Motion" của Little Eva do Gerry Goffin và Carole King sáng tác. Bài hát vươn lên những bảng xếp hạng trên thế giới và đứng đầu tại 8 quốc gia, lọt vào top 10 ở 20 bảng xếp hạng và trở thành một trong những đĩa đơn thành công nhất của Minogue đến nay. Đĩa đơn "I Should Be So Lucky" dẫn đầu vị trí đầu bảng tại 7 quốc gia, trong đó có Úc và Anh và đạt vị trí thứ 28 trên bảng xếp hạng Billboard Hot 100 tại Mỹ.

## Bối cảnh thực hiện
Kylie Minogue và em gái Dannii Minogue bắt đầu sự nghiệp trên sóng truyền hình Úc từ khi còn nhỏ. Vào năm 1979, Kylie được xuất hiện trong loạt chương trình truyền hình The Sullivans và Skyways khi chỉ mới 11 tuổi. Năm 1985, Kylie được tuyển vai chính trong loạt phim truyền hình dài tập The Henderson Kids nhưng vai diễn của cô chỉ kéo dài trong một mùa phát sóng. Cảm thấy hứng thú trong việc theo đuổi sự nghiệp âm nhạc, cô từng thực hiện một đoạn băng thu thử cho các nhà sản xuất của chương trình âm nhạc hàng tuần Young Talent Time, nơi Dannii thường xuyên góp mặt. Sau đó, Kylie được tham gia chương trình và được trình diễn lần đầu trước sóng truyền hình vào năm 1985, cho dù cô không được mời gia nhập vào đoàn. Thành công của Dannii phần nào lấn lướt hơn sự nghiệp diễn xuất của Kylie, cho đến khi Kylie được tuyển vai trong loạt chương trình truyền hình dài tập Neighbours vào năm 1986. Cô vào vai Charlene Mitchell, một nữ sinh có tương lai trở thành thợ cơ khí. Trong một tập phim vào năm 1987, khi lấy việc Mitchell thành hôn cùng nhân vật Scott Robinson (do Jason Donovan thủ vai) làm bối cảnh chính, đã có gần 20 triệu khán giả tại Anh Quốc theo dõi, trở thành một trong những tập chương trình truyền hình Úc được theo dõi nhiều nhất trên toàn cầu  Trong đêm nhạc từ thiện Fitzroy Football Club cùng dàn diễn viên Neighbours, Minogue có song ca cùng diễn viên John Waters trong bài hát "I Got You Babe" và "The Loco-Motion", rồi sau đó ký kết hợp đồng cùng Mushroom Records vào năm 1987.

## Sáng tác, thu âm và phát hành

### Sáng tác và thu âm
Lúc Minogue đến Anh Quốc để hợp tác sản xuất album, tác giả Stock, Aitken & Waterman do không biết cô đến mà sáng tác "I Should Be So Lucky" chỉ trong vòng 45 phút khi Minogue chờ bên ngoài phòng thu. Sau khi Minogue trở về Úc để tiếp tục thực hiện Neighbours, Mike Stock phải bay đến Melbourne và xin lỗi cô vì sai sót trong lần thu âm trước, rồi thuyết phục Minogue trở lại Luân Đôn vào đầu năm 1988 và thu âm những ca khúc cho album phòng thu đầu tay của cô.
Kylie là album mang thể loại pop rock và nhạc điện tử, với những ảnh hưởng từ dance-pop, eurodance và teen pop. "The Loco-Motion", một bài hát do Gerry Goffin và Carole King sáng tác, là bài hát đầu tiên Minogue từng thu âm; cô đến Melbourne để thu âm bài hát nhưng không thể đạt cùng một khóa với phần nhạc nền, nên cô cải thiện giọng hát để có thể đạt đến nốt Mi thứ. "I Should Be So Lucky" được cô thu âm chưa đến một tiếng đồng hồ, với giai điệu dance-pop và các ảnh hưởng từ bubblegum pop và new wave. Mike Stock viết lời ca khúc này về những gì mà anh biết về Minogue trước khi được gặp cô, tin rằng dù cô là một ngôi sao tại Úc nhưng lại "gặp vận rủi trong tình yêu". "Got to Be Certain" tuy từng được sử dụng bởi ca sĩ Mandy Smith cho album phòng thu Mandy nhưng phiên bản đó bị hủy và sau đó được đưa cho Kylie, với thể loại dance và được thu âm tại Melbourne vào tháng 4 năm 1988.

### Phát hành
Đĩa đơn đầu tay của cô, "The Loco-Motion" có 7 tuần giữ ngôi quán quân trên bảng xếp hạng Australian Singles Charts và trở thành đĩa đơn bán chạy nhất tại Úc trong thập niên 1980, đồng thời giúp cô nhận giải ARIA Award cho đĩa đơn bán chạy nhất của năm.
Đĩa đơn đầu tiên trích từ album, "I Should Be So Lucky" trở thành đĩa đơn quán quân của Minogue tại Úc và Anh. "Got to Be Certain", đĩa đơn thứ hai, cũng vươn lên vị trí đầu bảng tại Úc và nhận được thành công ở một số quốc gia trên thế giới, leo lên vị trí á quân tại Anh 3 tuần liền cũng như lọt vào top 10 ở Đức và Thụy Sĩ. Minogue đã thu âm lại "Locomotion" vào tháng 4 năm 1988, đổi tên ca khúc thành "The Loco-Motion". Ca khúc đã được phát hành với tư cách là đĩa đơn thứ ba của album và trở thành bài hát thành công nhất tại Anh trình bày bởi một nghệ sĩ nữ. Ở Nam Mỹ, bài hát nằm tại vị trí đầu bảng ở Canada và vị trí thứ ba trên bảng xếp hạng Billboard Hot 100 ở Mỹ. Đĩa đơn thứ 4, "Je Ne Sais Pas Pourquoi", leo lên vị trí thứ 2 ở Anh. "It's No Secret" sau đó đã trở thành đĩa đơn thứ tư tại Úc, Nam Mỹ và Nhật Bản còn "Turn It into Love" thì được phát hành độc quyền ở Nhật Bản nhưng không được quảng bá hay quay video âm nhạc, dù vậy, ca khúc vẫn dành 10 tuần ở vị trí quán quân trên bảng xếp hạng âm nhạc của quốc gia này.

## Tiếp nhận

### Đánh giá chuyên môn
| Đánh giá chuyên môn | Đánh giá chuyên môn |
| Nguồn đánh giá      | Nguồn đánh giá      |
| Nguồn               | Đánh giá            |
| ------------------- | ------------------- |
| Allmusic            | [ 8 ]               |
| Digital Spy         | [ 21 ]              |

Kylie nhận được những đánh giá trung lập từ những nhà phê bình âm nhạc. Chris True từ Allmusic cho album 2.5 trên 5 sao, cùng một đánh giá trung lập. Anh cho rằng "Trong khi phần sản xuất [...] mang giá trị hiện đại và giai điệu thì theo chuẩn mực nhạc bubblegum cuối thập kỷ 80 của Stock-Aitken-Waterman, thì album vẫn có những chất lượng dễ mến. Đầu tiên, cô thể hiện được cá tính của mình nhiều hơn Stock kia, et al." Anh đồng thời cũng cho rằng Minogue có thể trở thành một ngôi sao nhạc pop và là "một biểu tượng châu Âu".
Digital Spy thì gửi tặng cho album 3 trên 5 sao. Anh cho rằng ca khúc nổi bật đó chính là "I Should Be So Lucky", viết rằng, "những ai chối từ ca khúc cổ điển 'I Should Be So Lucky' rõ ràng đã để cơ tai của mình mềm nhão". Anh đồng thời cũng kết thúc bài đánh giá cùng nhận xét, "Tiêu chuẩn thấp của những bài hát mà nhóm S.A.W. đưa cho Kylie rất hiện đại như kiểu tóc của cô trong ảnh bìa của album vậy, nó như được chạy bằng nhiều cách hay như một ổ bánh mì, nhưng tên lửa nhạc Pop Úc nhỏ bé này đã sẵn sàng thể hiện tính cách của mình và sự tinh túy của những năm 80 quyến rũ trong album để giành được chiến thắng."

### Thành công thương mại
Kylie đã xuất hiện trên bảng xếp hạng UK Albums Chart ở vị trí thứ hai ngày 10 tháng 7 năm 1988 rồi vươn lên vị trí đầu bảng 4 tuần liền từ ngày ngày 21 tháng 8 năm 1988 và thêm hai tuần nữa ngày 13 tháng 11 năm 1988. Album cuối cùng đã được chứng nhận đĩa Bạch kim 6 lần vào ngày 5 tháng 1 năm 1989, bán được tổng cộng 1.8 triệu bản vào năm 1988 (đến nay là 2,105,698 bản) và trở thành album bán chạy nhất của năm. Kylie đã trở thành album đầu tiên của một nữ nghệ sĩ bán được hơn 2 triệu bản tại Anh và trở thành album bán chạy thứ 58 mọi thời đại. Tại Úc, album leo vị trí á quân, được chứng nhận đĩa Bạch kim hai lần kể từ khi phát hành. Ngoài ra, album cũng lọt vào top 10 tại Đức, Na Uy, Thụy Sĩ, cùng số bán 143,627 bản tại Thụy Điển. Kylie sau đó tiếp tục leo lên vị trí 53 trên bảng xếp hạng Billboard 200 ở Mỹ. Năm 1989, album đã nhận được chứng nhận đĩa Vàng tại đây và Bạch kim tại Canada.
Hiện tại, Kylie đang là album thành công lâu nhất của cô tại New Zealand, nằm tại vị trí thứ nhất, và xuất hiện trên bảng xếp hạng 53 tuần liền.

## Danh sách ca khúc
Tất cả các bài hát được sáng tác và sản xuất bởi Mike Stock, Matt Aitken và Pete Waterman, trừ "The Loco-Motion", sáng tác bởi Gerry Goffin và Carole King.
| STT | Nhan đề                                                                           | Thời lượng |
| --- | --------------------------------------------------------------------------------- | ---------- |
| 1.  | "I Should Be So Lucky"                                                            | 3:28       |
| 2.  | "The Loco-Motion"                                                                 | 3:17       |
| 3.  | "Je Ne Sais Pas Pourquoi"                                                         | 4:03       |
| 4.  | "It's No Secret"                                                                  | 4:01       |
| 5.  | "Got to Be Certain"                                                               | 3:21       |
| 6.  | "Turn It into Love"                                                               | 3:39       |
| 7.  | "I Miss You"                                                                      | 3:18       |
| 8.  | "I'll Still Be Loving You"                                                        | 3:52       |
| 9.  | "Look My Way"                                                                     | 3:39       |
| 10. | "Love at First Sight" (không liên quan đến ca khúc cùng tên năm 2001 của Minogue) | 3:11       |

## Những người thực hiện
Danh sách dưới đây lấy từ trang Allmusic:
- Kylie Minogue – giọng chính, giọng bè
- Dee Lewis – giọng bè
- Mae McKenna – giọng bè
- Suzanne Rhatigan – giọng bè
- Matt Aitken – sản xuất, sắp xếp, keyboards, guitar
- Mike Stock – sản xuất, sắp xếp, giọng bè, keyboards
- Pete Waterman – sản xuất, sắp xếp
- George DeAngelis – keyboards
- Neil Palmer – keyboards
- A. Linn – trống
- Jason Barron – kỹ thuật
- Peter Day – kỹ thuật
- Stewart Day – kỹ thuật
- Karen Hewitt – kỹ thuật
- Jonathan King – kỹ thuật
- Mark McGuire – kỹ thuật
- Yoyo – kỹ thuật
- Peter Hammond – hòa âm
- Jay Willis – mastering
- Lawrence Lawry – nhiếp ảnh gia
- David Howells – thiết kế
- Lino Carbosiero – nhà tạo mẫu tóc

## Định dạng
Đây là những định dạng chính của album Kylie.
| Định dạng phát hành      | Quốc gia       | Mã hàng   | Hãng đĩa         |
| ------------------------ | -------------- | --------- | ---------------- |
| Album vinyl tại Úc       | Úc             | TVL-93277 | Mushroom Records |
| Album CD tại Anh         | Vương Quốc Anh | HFCD3     | PWL              |
| Phiên bản Mỹ             | Hoa Kỳ         | GHS24195  | Geffen Records   |
| Phiên bản Nhật Bản       | Nhật Bản       | 32XB-280  | Alfa Records     |
| Album vinyl tại Nhật     | Nhật Bản       | ALI-28109 | Alfa Records     |
| Album vinyl tại Hàn Quốc | Hàn Quốc       | SWPR-001  | PWL              |

## Chứng nhận
| Quốc gia | Hiệp hội      | Chứng nhận  | Số bán     |
| -------- | ------------- | ----------- | ---------- |
| Úc       | ARIA          | 6× Bạch kim | 420,000+   |
| Pháp     | SNEP          | Bạch kim    | 300,000+   |
| Phần Lan | IFPI Phần Lan | Vàng        | 25,000     |
| Đức      | IFPI Đức      | Vàng        | 250,000+   |
| Thụy Sĩ  | IFPI          | Bạch kim    | 50,000+    |
| Anh      | BPI           | 6× Bạch kim | 2,100,000+ |
| Mỹ       | RIAA          | Vàng        | 500,000+   |

## Xếp hạng
| Bảng xếp hạng (1988)     | Vị trí cao nhất |
| ------------------------ | --------------- |
| Australian Albums Chart  | 2               |
| Austrian Albums Chart    | 15              |
| German Albums Chart      | 8               |
| Japanese Albums Chart    | 30              |
| Norwegian Albums Chart   | 10              |
| New Zealand Albums Chart | 1               |
| Swedish Albums Chart     | 22              |
| Swiss Albums Chart       | 7               |
| UK Albums Chart          | 1               |
| U.S. Billboard 200       | 53              |

| Năm  | Quốc gia | Vị trí |
| ---- | -------- | ------ |
| 1988 | Úc       | 17     |
| 1988 | Anh      | 1      |